# Behamberg
Behamberg est une commune autrichienne du district d'Amstetten en Basse-Autriche.